# 艾诺韦林
艾诺韦林是一种含氮有机化合物，分子式C
18H
19N
3O
3，属于非核苷酸逆转录酶抑制剂（NNRTI），能用于治疗艾滋病。